# Parc Visconti
Le Parc Visconti était une réserve de chasse et un lieu de récréation et de représentation pour les ducs de Milan et reliait le château Visconti à la Chartreuse de Pavie.

## Histoire

Plan du parc.

Le Parc Visconteo fut l'une des créations les plus originales de la dynastie milanaise : un vaste parc principalement destiné à la chasse et au divertissement des seigneurs et de la cour (le plus grand d'Europe à l'époque) à l'intérieur duquel se trouvaient également des fermes, des fours et des moulins appartenant à par les seigneurs de Milan. La renommée du parc était répandue dans toute l'Europe, Geoffrey Chaucer, qui eut peut-être l'occasion de le visiter lors de son séjour à la cour des Visconti en 1378, y fit probablement référence en décrivant le jardin du noble dans Les contes de Canterbury Cavaliere Pavese January: «si beau que je ne connais pas d'égal en aucun lieu». Assurément pour Galéas II Visconti, et plus encore pour Jean Galéas Visconti, le parc avait aussi une forte valeur symbolique : l'ancien palais royal de Pavie, siège des rois lombards et de ceux du royaume d'Italie, possédait un grand jardin (viridarium), avec la création du grand parc les Visconti entendent donc renouer avec ce passé, manifestant leurs aspirations royales. En fait, le parc n'était pas destiné uniquement au divertissement, aux chasses et aux tournois (l'un des plus mémorables fut organisé par Galéas Maria Sforza en 1471) des seigneurs, mais fut utilisé par les Visconti et les Sforza comme lieu de représentation, ici souverains, on fit venir des prélats, des ambassadeurs et tous les invités les plus importants, qui observant le gibier abondant, les animaux exotiques, la beauté des édifices et la grandeur du complexe chartreux, eurent ainsi l'occasion de toucher la grandeur des ducs de Milan. 

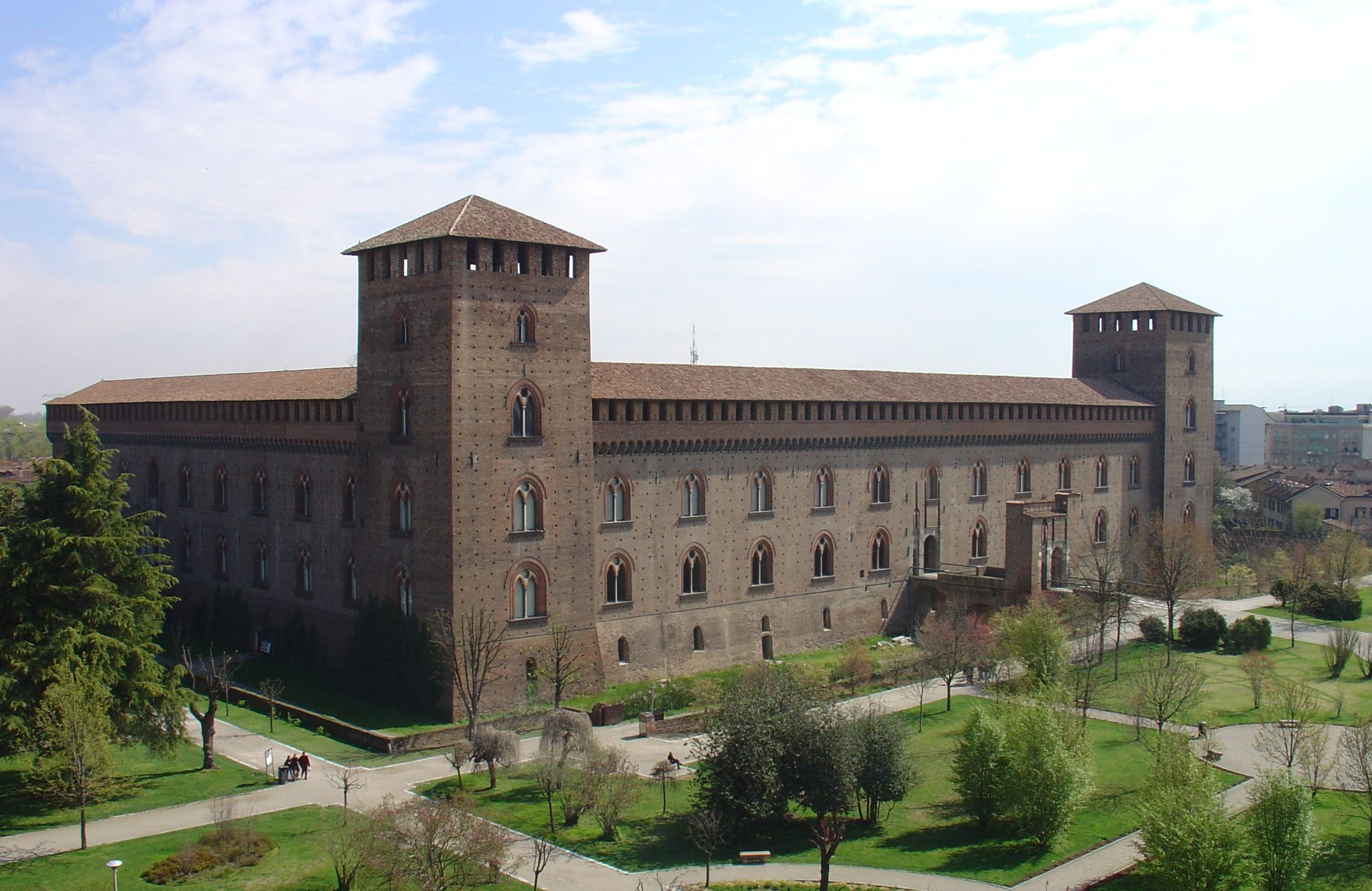
Château Visconti.

 Le parc était divisé entre le Parco Vecchio (formé par le Jardin du château et le Barchetto) voulu par Galéas II après 1366 et qui s'étendait sur 14 kilomètres carrés et avait un périmètre de 15 kilomètres et le Nouveau Parc ajouté par Jean Galéas. Avec l'achèvement du mur d'enceinte, en 1399, un immense parc a été créé, dont la surface, grâce à l'ajout de Jean Galéas, a atteint 22 kilomètres carrés (2 200 hectares), entouré de murs (dont le périmètre mesurait 25 kilomètres) de 2,5 mètres de haut. et 90 cm d'épaisseur et tours.

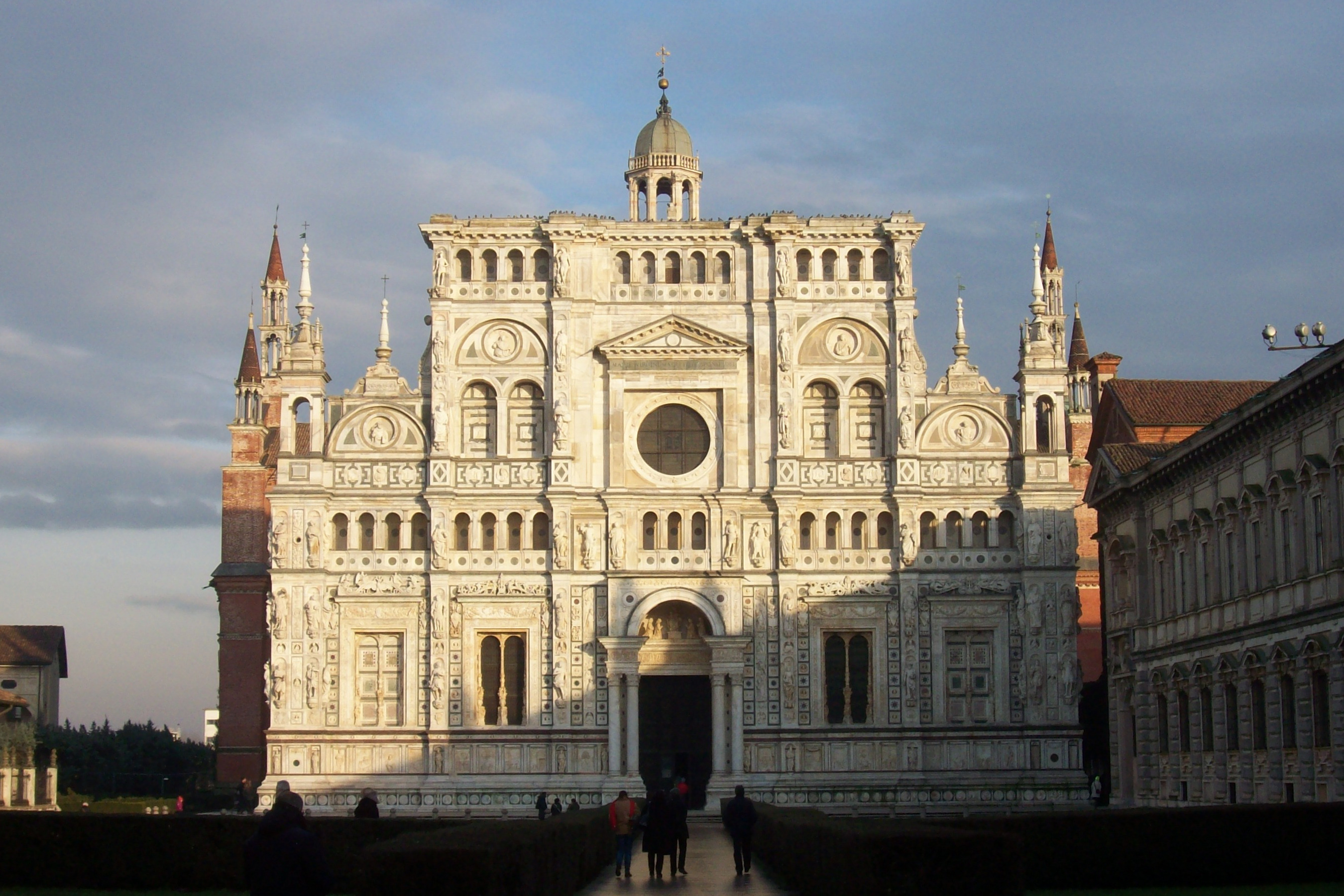
Chartreuse de Pavie

Le parc s'ouvrait presque en éventail au nord du château Visconti, siège de la cour de Galéas II et Jean Galéas, se terminant à la Chartreuse, le panthéon dynastique de la dynastie ambrosienne. Tout en conservant de vastes espaces agricoles, le parc se caractérisait par la présence de grands espaces boisés, plantés selon un projet paysager précis : ils étaient en effet disposés en bordure, laissant libre le corps central, traversé par la vallée de la Vernavola (à son tour délimitée une seule bande d'aulnes), afin que le regard des visiteurs puisse se promener et percevoir la grandeur du parc. Même les bois ont été soigneusement étudiés, ils se sont en effet caractérisés par la présence d'une essence principale pour chaque masse d'arbre, obtenant ainsi le chêne forestier, le châtaignier et l’orme. Le parc abritait une faune très riche : à l'époque des Sforza, le nombre de cerfs, daims et chevreuils dépassait les 5 000 unités, mais il y avait aussi de nombreux lièvres, faisans, perdrix et cailles. Il y avait aussi des ours (principalement placés dans une ménagerie appelée « orsaia ») et des autruches.

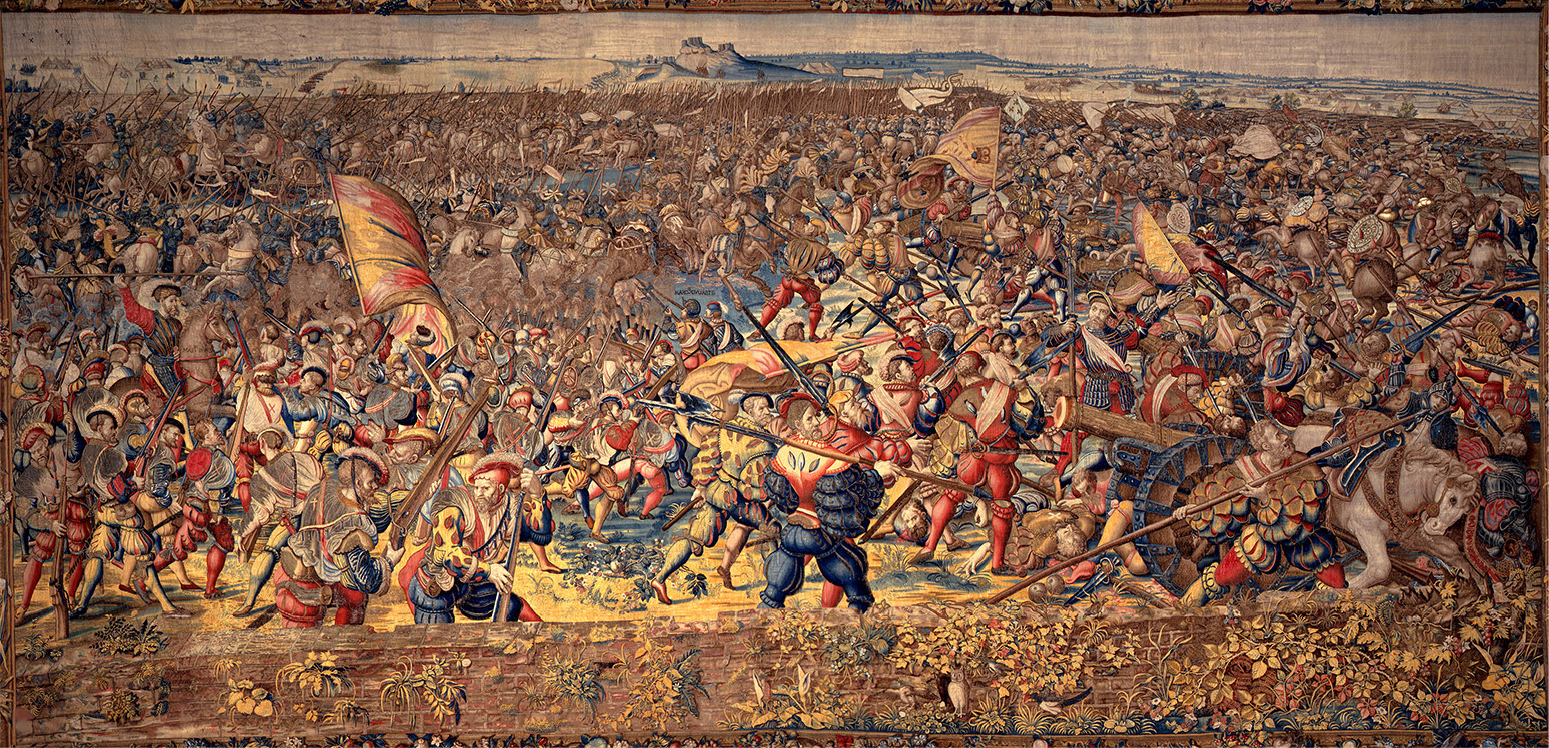
Bataille de Pavie.

On sait aussi que pendant l'été, pour éviter que les animaux n'abîment les cultures, des clôtures et des zones délimitées étaient érigées là où ils étaient logés. 

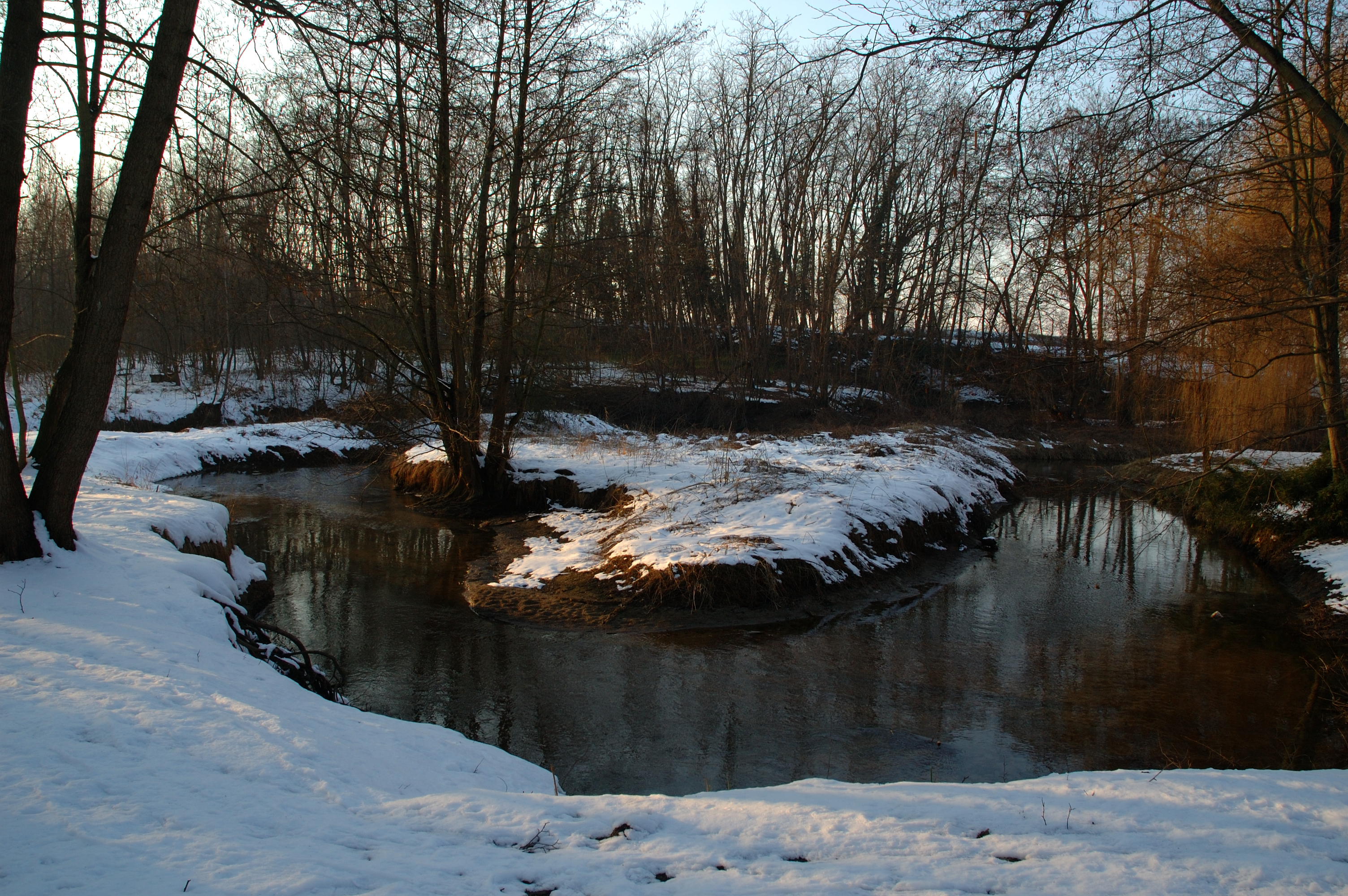
Parc Vernavola.

Avec la chute des Sforza en 1500, le parc entra en décadence : en 1522 l'armée française, qui assiégeait alors Pavie, campa dans le parc et le dévasta et d'importants dégâts furent causés lors de la bataille de 1525, qui se déroula à l'intérieur. Au XVIe siècle, le parc et les anciens bâtiments et structures des ducs étaient gérés par la Chambre ducale, mais à Milan, il n'y avait plus de tribunal, puisque le duc était maintenant le roi d'Espagne, et donc la Chambre (tout en nommant périodiquement nouveaux capitaines du Parco) se limite à louer les biens à des particuliers, principalement des aristocrates de Pavie ou de Milan. Peu à peu le magnifique parc disparut : les murailles et divers édifices et ouvrages devinrent une carrière de briques et autres matériaux de construction, donnée en concession à des particuliers ou à des ordres religieux et également exploitée pour la construction des nouveaux remparts de Pavie. De même, les grands bois ont été progressivement abattus ; en effet, de 1575 à 1670, plusieurs arbres ont été utilisés pour les besoins de l'artillerie du duché de Milan, tandis que d'autres étaient vendus à des particuliers. Avec l'arrivée des Autrichiens, à partir des années 1850, la Chambre des magistrats de l'État de Milan a progressivement mis en vente les fonds et les actifs de l'ancien parc. Malgré la dévastation, dans la zone de l'ancien parc, il existe trois zones naturalistes (en quelque sorte héritières du magnifique parc) : le parc Vernavola, la héronnière Carola et celle de Porta Chiossa, qui s'étendent sur une zone de près de 148 hectares.

## Description

### Le Parco Vecchio: le Jardin du Château et le Barchetto
Les travaux entrepris par Galéas II pour la création d'un jardin et d'un enclos de chasse (le Barchetto) à la tête du château sont mentionnés pour la première fois dans la correspondance de 1366 avec Guy de Mantue. En fait, les Visconti sont allés à Mantoue pour planter une zone déjà clôturée, pour les chiennes, les bracche et les cygnes, ces derniers devant être placés dans les étangs à poissons construits tout autour et au nord du château.
Les ordres de paiement pour les travaux d'entretien, commandés en 1438 par Filippo Maria Visconti, mentionnent le nom et, approximativement, l'emplacement des étangs piscicoles ainsi que les fauconniers : Castelina, Regale sive de casteaneis (à Mirabello), fauconnier appelé della Fornace, sur la Carona et au four Mirabello.

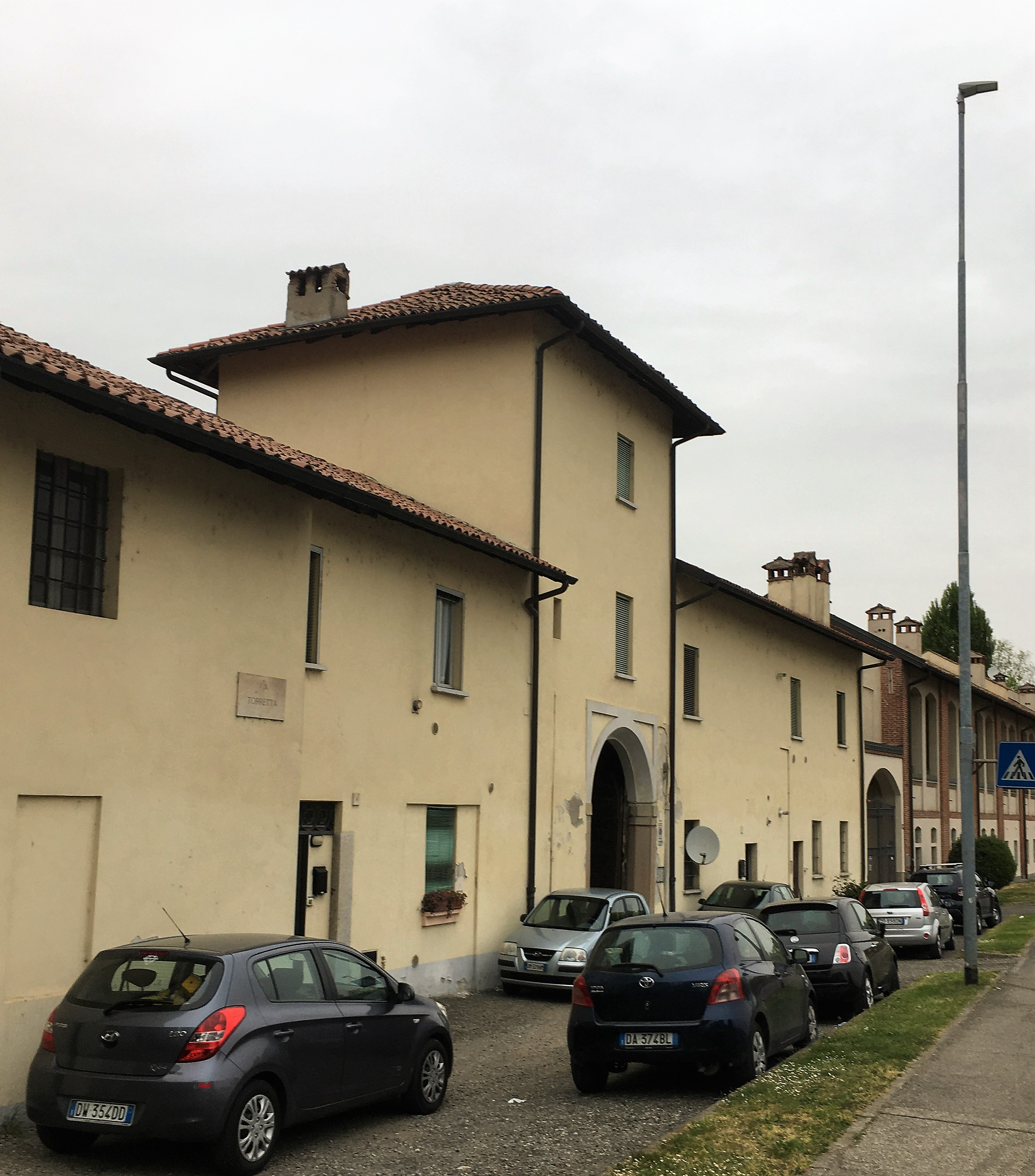
La Torretta

Un grand bassin à poissons (pischeria magna) se trouvait dans le jardin et d'après les mesures données (204 mètres de long et environ 16 de large) on comprend la forme rectangulaire, très étroite et allongée. L'étang a des "cornigi" (arches prédestinés pour abriter les poissons des rigueurs de la chaleur de l'hiver et de l'été), coïncidant avec la description faite plus d'un siècle plus tard par l'historien Stefano Breventano de Pavie. Déjà entre 1383 et 1384, Jean Galéas entreprit un réaménagement général du jardin : clôtures le long des drains des étangs à poissons, clôtures le long des prés Carona et Vernavola, clôtures à la Torretta, pergolas pour le pavillon. En 1384, le château de Mirabello est également réparé, tandis qu'une ferme derrière le château vers Santa Maria delle Pertiche est en construction, ainsi que le chantier (ou plutôt la restauration) de la Torretta, qui deviendra plus tard la "villa de plaisance" suburbaine. " del Signore, pour lequel 244 wagons en briques ont été conduits depuis la rive tessinoise. Toujours en 1389, une clôture en bois est construite pour la bergerie des moutons du seigneur et les pergolas du pavillon sont refaites.
Du Barchetto, la forme en coin est restaurée, avec un sommet à la hauteur de Campeggi et une délimitation à l'est dans la route Corso (l'ancienne voie romaine qui reliait Pavie à Milan et celle de Porta San Vito atteignait le château de Mirabello) sur laquelle surplombait la porte d'entrée du Barchetto. Le Jardin, également délimité par la route du Corso, devait s'étendre vers l'est au moins jusqu'à la route Vigentina. 

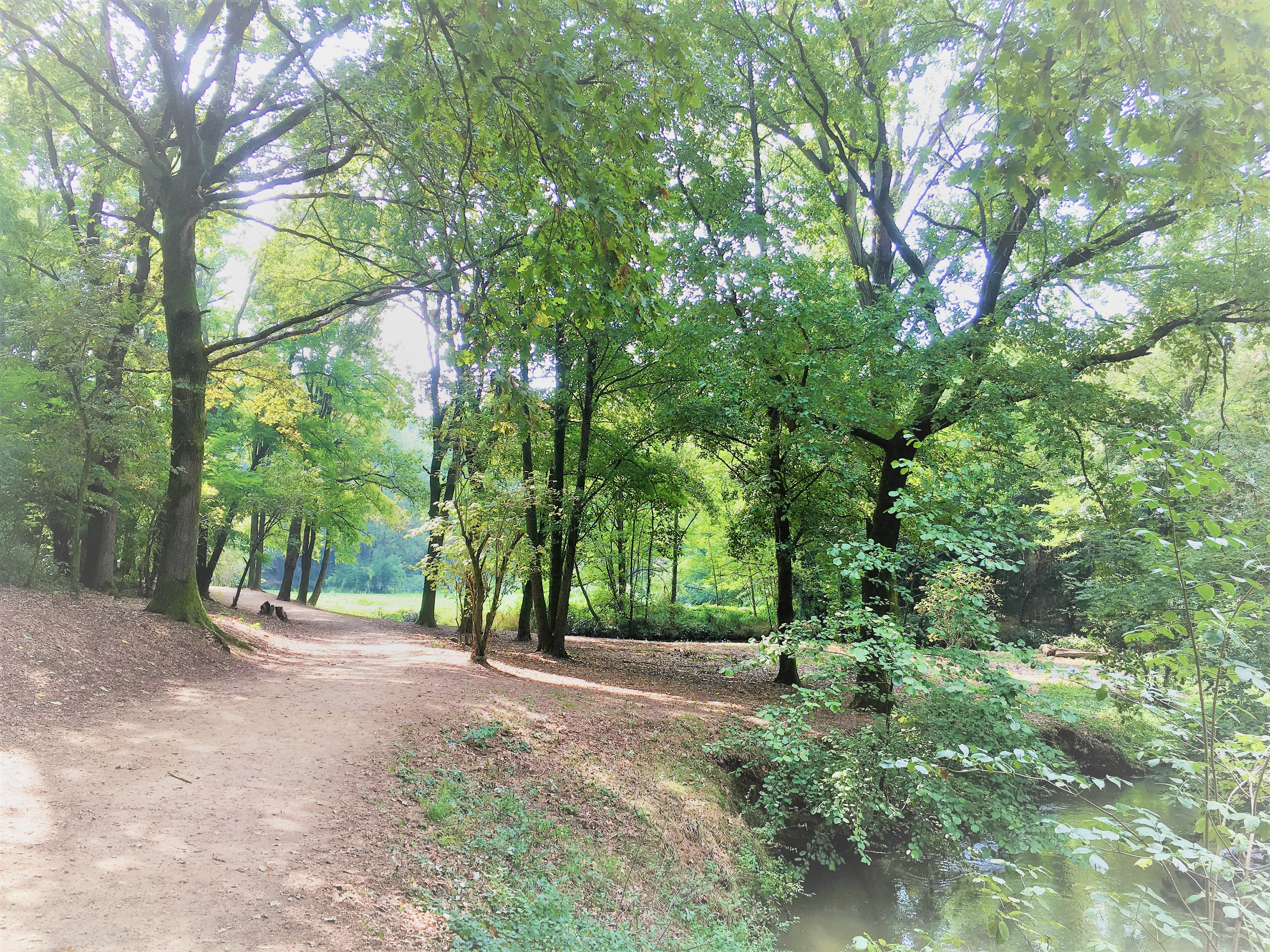
Parc Vernavola

 Cela ressort des bâtiments que Galéas II avait démolis pour sa construction : le monastère de San Cristoforo, l'église et l'hôpital de Sant'Antonio (à l'extérieur de la Porta San Vito) et l'église des Carmélites juste à l'extérieur de la Porta Santa Maria alle Pertiche.
Le jardin n'a alors pas de valeur différente de l'hortus conclusus pavillonnaire, lieu de loisir du seigneur et de sa cour, distinct des biens fonciers, acheté de préférence à l'ouest du Navigliaccio ou le long de son axe, chacun avec sa production spécialisée (vin, blé, avoine, etc.).
Le Navigliaccio, déduit par Galéas II Visconti en 1365, engendre l'aménagement hydraulique conjoint de la ville (fossés, fosses de la citadelle et du château, Carona ouest) et de son territoire qui est le prémisse de la plus extraordinaire des créations nobles : le parc Visconteo , dont il marque la limite ouest, avec la nouvelle route Pavie-Binasco (aujourd'hui route nationale Giovi).

### Le nouveau parc
Le parc bien compris, protégé par des murs, est l'œuvre de Jean Galéas Visconti. L'idée du grand domaine majestueux, séparé en un seul avec la partie nord de Pavie qui abrite - et contraste avec eux - les sièges représentatifs du pouvoir, semble prendre forme avec les mesures de 1383. 

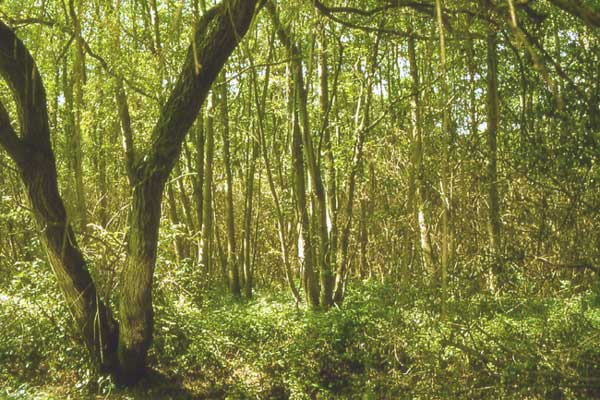
Héronrie della Carola

 En fait, une nouvelle autoroute à Milan a été construit à l'époque et dans la tangence orientale du Navigliaccio (l'actuelle route nationale de Giovi), tandis que la route du Corso (l'ancienne voie romaine rectiligne qui reliait Pavie à Milan) est restée à l'intérieur du parc, restant ainsi à l'usage exclusif du seigneur et de sa cour. Depuis lors, la Citadelle a été intensément occupée par des résidences ducales, des écuries et des entrepôts (où les produits des nobles domaines agricoles étaient stockés) et la Porta San Vito, qui s'ouvrait sur la route du Corso, a été fermée.
L'achèvement du parc, dans son extension et son articulation complètes, semble être corrélé à l'achat par Antonio Meriggi de l'ensemble du domaine Cornaiano en 1394. Les noms Parco et Parco Vecchio sont attestés en 1395, en 1396 la divisia nova est mentionnée, c'est le mur qui séparait les deux parcs. Par conséquent, à cette date, les murs du parc doivent déjà avoir été achevés, également construits en soustrayant des sédiments de particuliers et d'organismes religieux, comme s'en plaignait le chapitre de Santa Maria alle Pertiche, auquel des terres avaient été soustraites pour la construction du des murs.

## Structures, bâtiments et établissements dans le parc

### Le Bain Ducal
Lors de la restauration des bâtiments du Parc entreprise par Filippo Maria Visconti en 1438, la Grande Salle de Bains du Jardin est mentionnée ; 

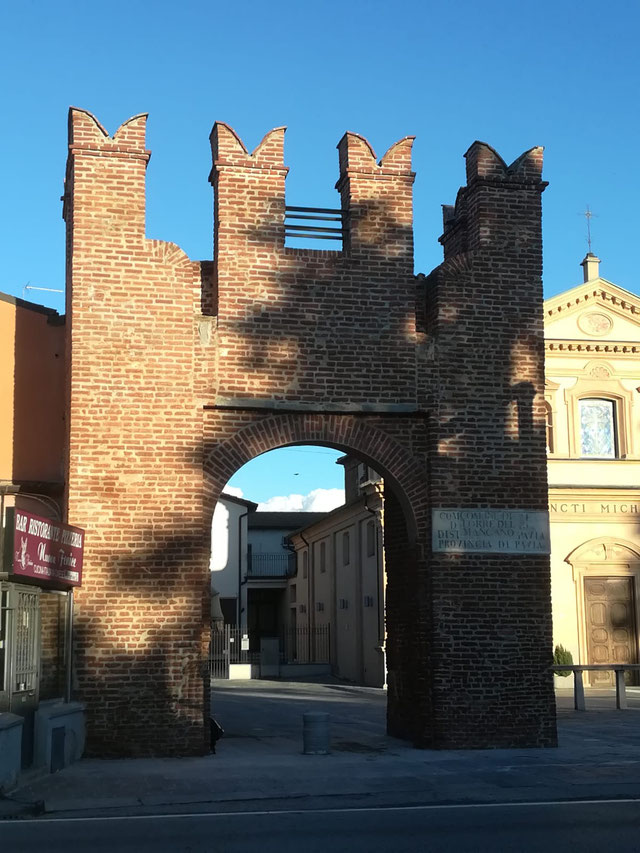
La porte du parc de Torre del Mangano

 les mesures de l'usine (qui était une véritable piscine intérieure), mais aussi la connexion avec le grand étang à poissons du même jardin, coïncident avec la célèbre description de Stefano Breventano (1570), quand, avec la destruction déjà survenue au l'époque de la chute de Ludovico Sforza, il n'y avait plus que le bassin de forme carrée de 18 marches (égales à environ 25 mètres de côté), avec un revêtement en marbre blanc, autrefois entouré de planches de mélèze, avec quatre grandes fenêtres et un toit en forme de pavillon. En 1438, la salle de bain a été recouverte de pierre par Ambrogio Orsanigo, qui a été payé pour la coupe, l'équarrissage, la formation des trous et des sièges pour les grappas du pierre de la salle de bain. Il n'est pas certain, cependant, il est possible que certaines études de Léonard de Vinci pour les conduites d'eau chaude et froide "de la salle de bain de la duchesse" aient en fait fait référence à la "piscine" du parc, même si l'on a émis l'hypothèse que Léonard crée, vers 1490, une nouvelle salle de bains pour Isabelle d'Aragon. Lorsque la salle de bain était utilisée par les ducs, pour protéger leur intimité, des panneaux de bois étaient placés autour de la structure, en fait il y a une lettre de Galéas Marie Sforza adressée au capitaine du parc avec laquelle Sforza a exhorté l'envoi de "portes" en bois pour la salle de bain.

### La Torretta et le Jardin de la Torretta
Le complexe Torretta, composé de plusieurs unités résidentielles et cottages, représente un prototype extraordinaire de la "villa du délice", lié à la redécouverte Visconti de l'idéal humaniste de la campagne. Le chantier de construction de la Torretta a commencé vers 1384, lorsque Jean Galéas a acquis un moulin et d'autres actifs existants près de la tour des Astolfi (une famille aristocratique de Pavie) et nous avons des nouvelles de nouvelles interventions entre 1388 et 1389. La Torretta avait un grand jardin, réservé au seigneur et clôturé par un mur de briques : en 1389 plus de 191 000 briques ont été transportées pour la construction des murs. Dans le jardin de la Torretta, où Jean Galéas s'était réfugié par crainte de la peste, le duc recevait les ambassadeurs siennois en 1399 et très souvent le seigneur se retirait à la Torretta (que l'on pourrait définir comme une sorte de parc dans le parc) à la recherche de calme et de détente.

### Le château et le colombarone de Mirabello
Galéas II il entra en possession du château de Mirabello en 1360, cependant en 1376 le seigneur acquit d'autres biens dans la région entre le Navigliaccio et Vernavola, et en particulier une possession à Mirabello cultivée avec du blé. 

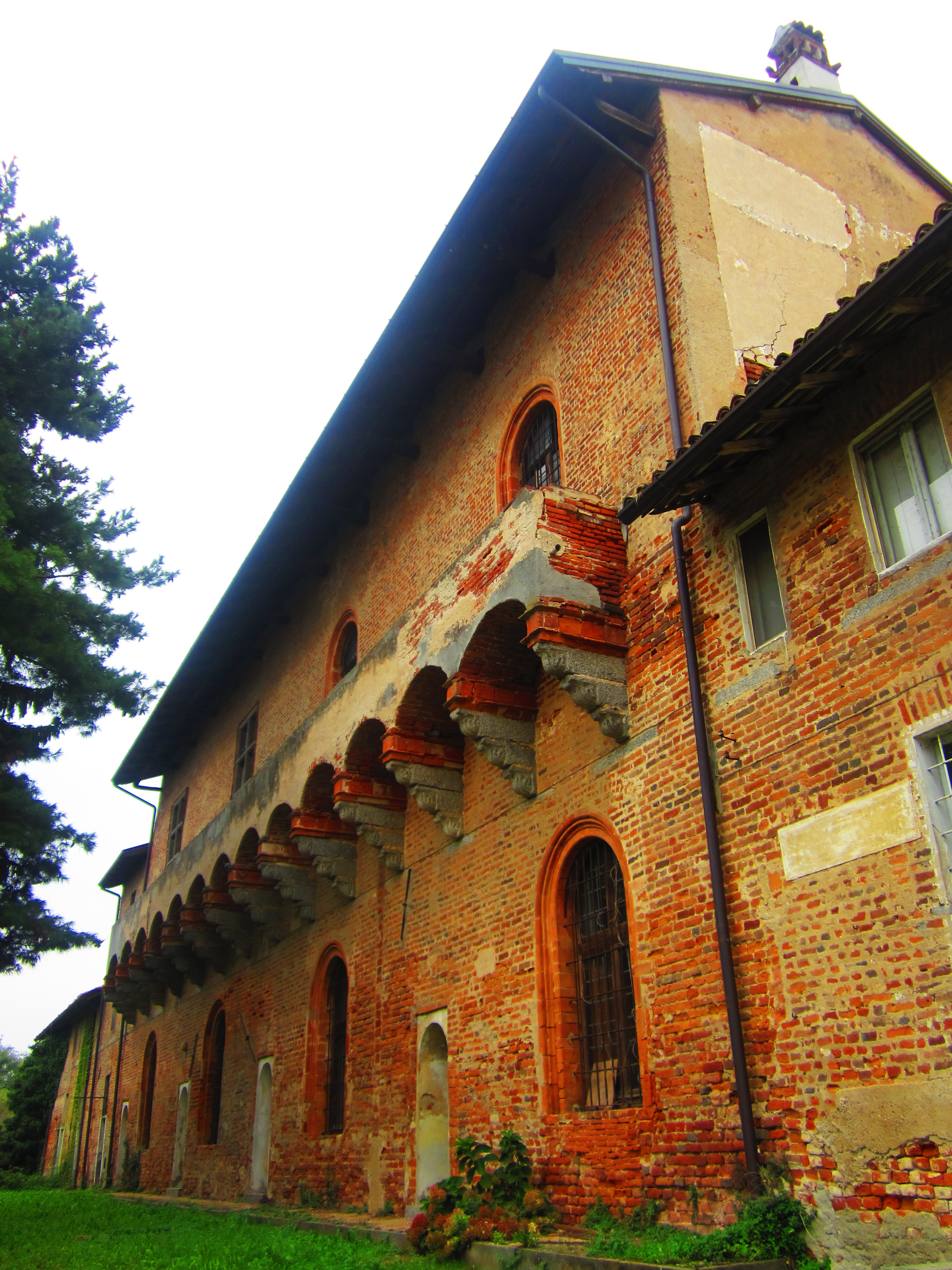
Château de Mirabello

 En 1383 une partie du blé inscrit au droit de sortie est à Mirabello pour Comolo de Bellate (peut-être gérant des boutiques du seigneur), tandis que l'année suivante le château subit quelques interventions de construction, comme la réfection de la toiture. Les travaux d'entretien de 1438 concernèrent, à Mirabello, la "Royal Falconiera", le moulin et le four. Cette dernière, confiée à la direction d'un certain Giorgio Marchesi de Vigevano, a produit des briques et des tuiles placées principalement dans la restauration du "grand étang à poissons" et de la salle de bain. La fournaise était alimentée avec du bois provenant des bois de Repentita et de Coniliaria (localités situées à l'intérieur du Parc). A la même date, le navire amarré dans le petit lac formé à Mirabello du double bras de Vernavola et de Vernavolino fut équipé d'une écluse. Le moulin est également mentionné dans un acte de 1440 contenant les pactes avec les tenanciers, qui étaient tenus de conserver suffisamment d'eau pour le travail de la roue.
Le château, représenté dans la vue de Pavie de 1522 peinte à l'intérieur de la  basilique San Teodoro, est un bloc parallélépipédique à deux étages, toujours avec des fenêtres cintrées. Dans la même vue apparaît le Colombarone sur piliers, mentionné pour la première fois en 1464 (en raison du mauvais temps, la duchesse Blanche Marie Visconti et son entourage se sont réfugiés lors d'un voyage de chasse). Le Colombarone, bien que ruiné, était encore debout en 1559, lorsqu'il fut évalué comme une possible carrière de matériaux de construction, pour une quantité de plus de 25 000 briques. À l'époque des Sforza, la famille Sanseverino vivait dans le château de Mirabello, à commencer par Roberto Sanseverino, neveu de sa mère Elisa di Francesco Sforza. Entre 1512 et 1515 Maximilien Sforza y aurait séjourné occasionnellement. Le château et le Colombarone adjacent ont été incendiés pendant le siège français de 1522, mais ont ensuite été restaurés, à tel point qu'en 1532, le château a été décrit avec de grandes pièces au rez-de-chaussée et à l'étage, des caves et plusieurs bâtiments attenants comme écuries, cours et fermes. Il était également entouré sur deux côtés par la Vernavola puis bordé par la route et une place, où se trouvait un grand orme.

### Les habitations et les fermes fortifiées

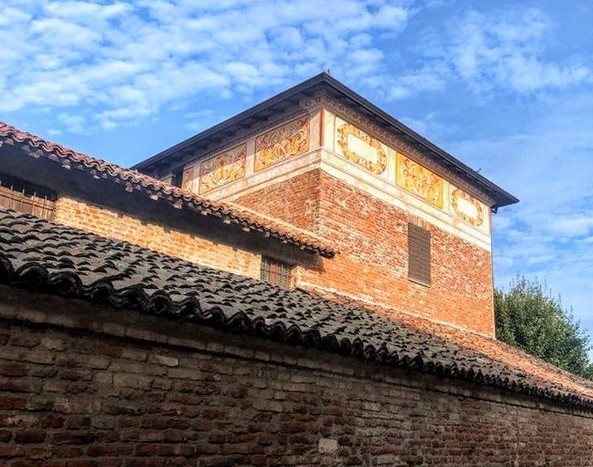
Tour de Agnès du Maine à Borgarello

À l'intérieur du parc, il y avait aussi trois communautés (San Genesio, Torre del Mangano et Borgarello) existant au moins depuis le XIIe siècle. Certains d'entre eux étaient équipés de châteaux et de fermes fortifiées qui ont été achetés ou occupés par les Visconti. À San Genesio, il y avait, au moins depuis 1326, un château appartenant à la famille Sisti de Pavie, qui fut exproprié par Galéas II et démoli pour agrandir le parc. A sa place, le seigneur fit construire une ferme avec quatre tours de pigeonnier. Pas autrement, à Torre del Mangano il y avait déjà une tour contrôlée par la famille Del Mangano de Pavie depuis 1302, qui, en 1328, peut-être en raison d'un renforcement de sa consistance de fortification, devint un château ; il a ensuite été vendu par Jean Galéas aux moines de la Chartreuse. Un château, bien qu'en ruines, a été acheté par Jean Galéas lui-même en 1394 à Cornaliano dai Meriggi : dans le document, à côté des sédiments au sommet du château se trouvaient d'autres où se trouvaient une "rocchetta", des bâtiments ruraux et quelques tours de pigeonnier avait été construit. Beaucoup plus limités devaient être les travaux de défense de la Torre del Gallo, vendus par les Astolfi à Blanche de Savoie en 1388 : une tour ; il s'agissait donc dans ce cas d'une simple ferme fortifiée.

## Le parc aujourd'hui

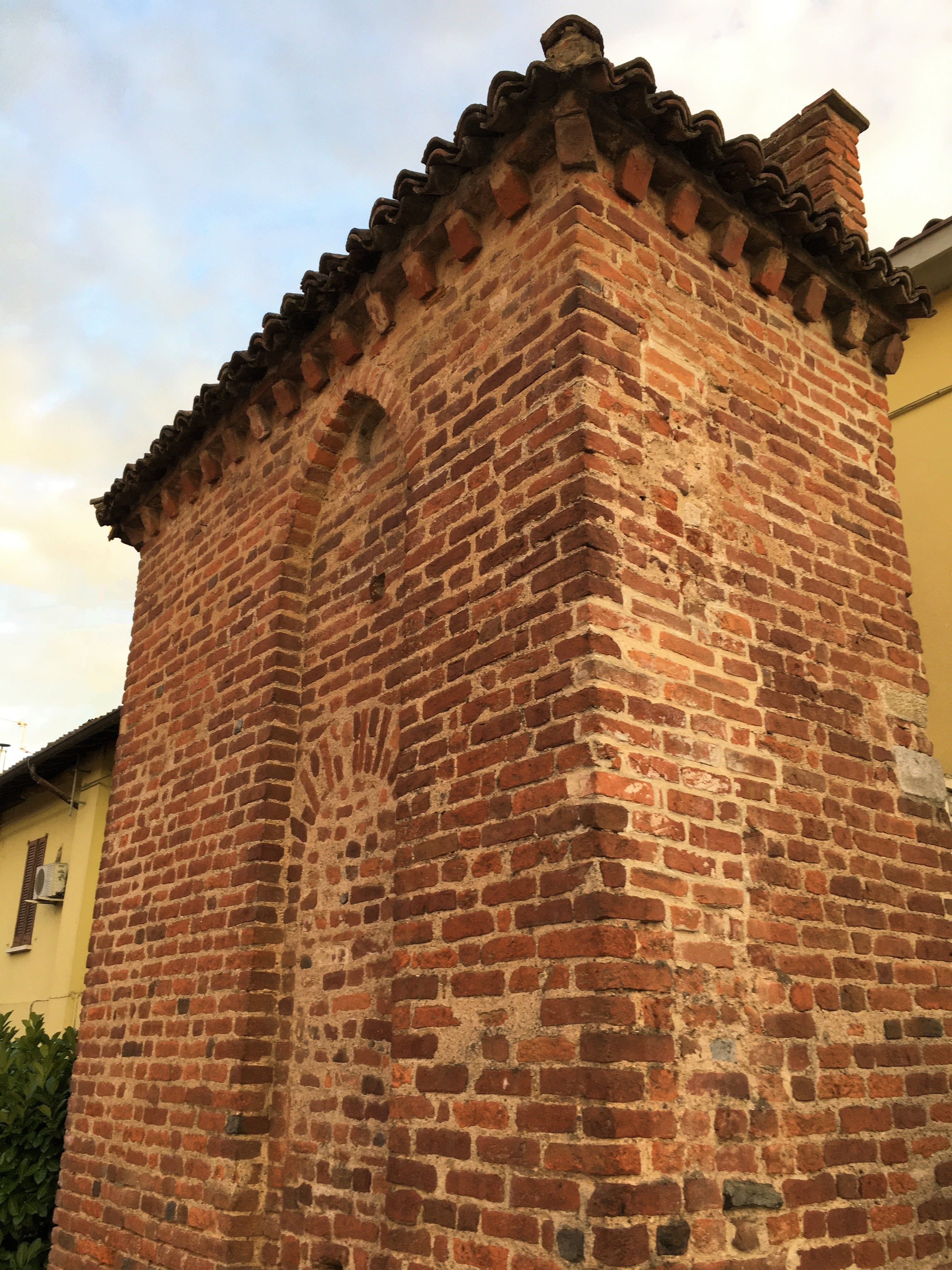
San Genesio ed Uniti, vestiges de Porta Pescarina

Bien qu'ils aient subi de très lourdes modifications, démolitions et changements d'utilisation au cours des derniers siècles, certains des bâtiments qui se trouvaient à l'intérieur du parc ont survécu, comme le château de Mirabello et une partie du complexe de Torretta. Il ne reste presque plus rien des murailles, portes et tours du parc, même si, en observant les zones photographiques et les alignements des champs et des routes, on peut encore percevoir leur périmètre. A Pavie, via Folperti, une section du mur du "Giardino della Torretta" est conservée, quelques restes d'une porte sont situés à Due Porte (fraction de San Genesio) et, également à San Genesio ed Uniti, une partie de la porte Pescarina subsiste, tandis qu'à la Certosa, à Torre del Mangano, se dresse la seule tour-porte restante du parc, un édifice robuste, à plan quadrilatère, encore pourvu de créneaux gibelins. À l'intérieur du parc se trouvait également la tour Agnès du Maine à l'intérieur de la ferme Colombina di Borgarello. Une grande partie de la zone autrefois occupée par le parc est aujourd'hui des terres agricoles, mais il reste trois zones naturalistes qui peuvent être pleinement considérées comme les héritières de la grande réserve de chasse des seigneurs de Milan : le parc de Vernavola, la héronnière de Carola et celle de Porta Chiossa, qui s'étendent sur une superficie de près de 148 hectares. Depuis plusieurs décennies, des associations se sont créées et des initiatives et itinéraires cyclo-piétons ont été promus par les collectivités locales pour valoriser l'existant et recréer le parc de demain.